# Arianida albosternalis
Arianida albosternalis är en skalbaggsart som beskrevs av Stefan von Breuning 1942. Arianida albosternalis ingår i släktet Arianida och familjen långhorningar.
Artens utbredningsområde är Madagaskar. Inga underarter finns listade.